# Горицы (Рязанская область)
Горицы — опустевшее село в Спасском районе Рязанской области, входит в состав Михальского сельского поселения.

## География
Село расположено на берегу речки Вокша в 5 км на восток от центра поселения села Михали и в 16 км на северо-восток от райцентра города Спасск-Рязанский.

## История
Горицы в качестве села с церковью Воскресения Господа Бога и Спаса нашего Иисуса Христа упоминаются в окладных книгах 1676 года. В 1731 году построена была новая Воскресенская деревянная церковь с приделом Покровским. В 1812 году дозволено было по просьбе помещика Дмитрия Дашкова устроить под церковью каменный фундамент и исправить обветшавшую кровлю. 
В XIX — начале XX века село входило в состав Киструсскуой волости Спасского уезда Рязанской губернии. В 1906 году в деревне было 72 двора.
С 1929 года село являлось центром Горицкого сельсовета Спасского района Рязанского округа Московской области, с 1937 года — в составе Рязанской области, с 1957 года — в составе Михальского сельсовета, с 2005 года — в составе Михальского сельского поселения.

## Население
| 1859 | 1906 | 2010 |
| ---- | ---- | ---- |
| 417  | ↗497 | ↘0   |